# Daniel Mytens

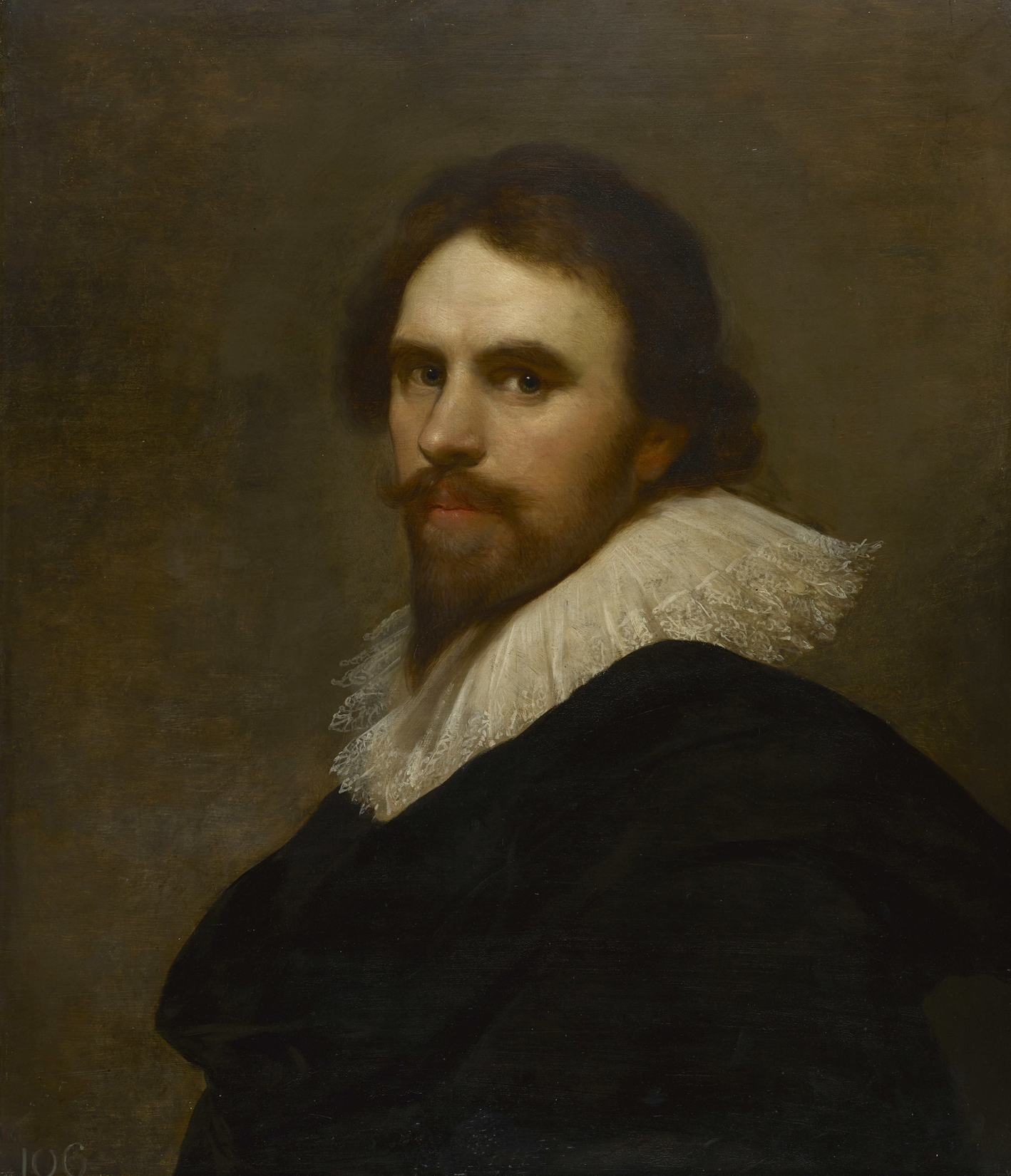
Selbstporträt von Daniël Mijtens, um 1630, Öl auf Leinwand, Buckingham Palace

Daniël Mijtens oder Daniel Mytens der Ältere (* 1590 in Delft; † 1647 in Den Haag) war ein bedeutender englischer Maler mit flämischen Wurzeln.

## Leben
Daniël Mijtens entstammte einer flämischen Künstlerfamilie und studierte bei Michiel van Mierevelt in Den Haag. Um 1618 war er nachweislich im Dienst des führenden Kunstsammlers Sir Thomas Howard, 21. Earl of Arundel in London tätig. Zwei Jahre später bekam er seinen ersten königlichen Auftrag. Nach dem Tod von Paul van Somer wurde Mijtens dessen Nachfolger als Hofmaler. Kurz darauf war er mehrfach für den Prince of Wales tätig, und dieser unterstützte ihn 1624 bei der Einbürgerung. Nach dem Tod Jakobs I. behielt er den Titel Königlicher Porträtmaler. Im Jahr darauf ging Mijtens im Auftrag von Karl I. für sechs Monate in die Niederlande, um sich mit der Kunst seiner Zeit vertraut zu machen. Bis zum Jahr 1632 behielt Mijtens seine Vorrangstellung als Porträtmaler des Königs, dann löste Anthonis van Dyck ihn ab, und er zog sich bald darauf enttäuscht nach Den Haag zurück.
Sein Neffe Jan Mytens wurde ebenfalls Maler und war möglicherweise sein Schüler.

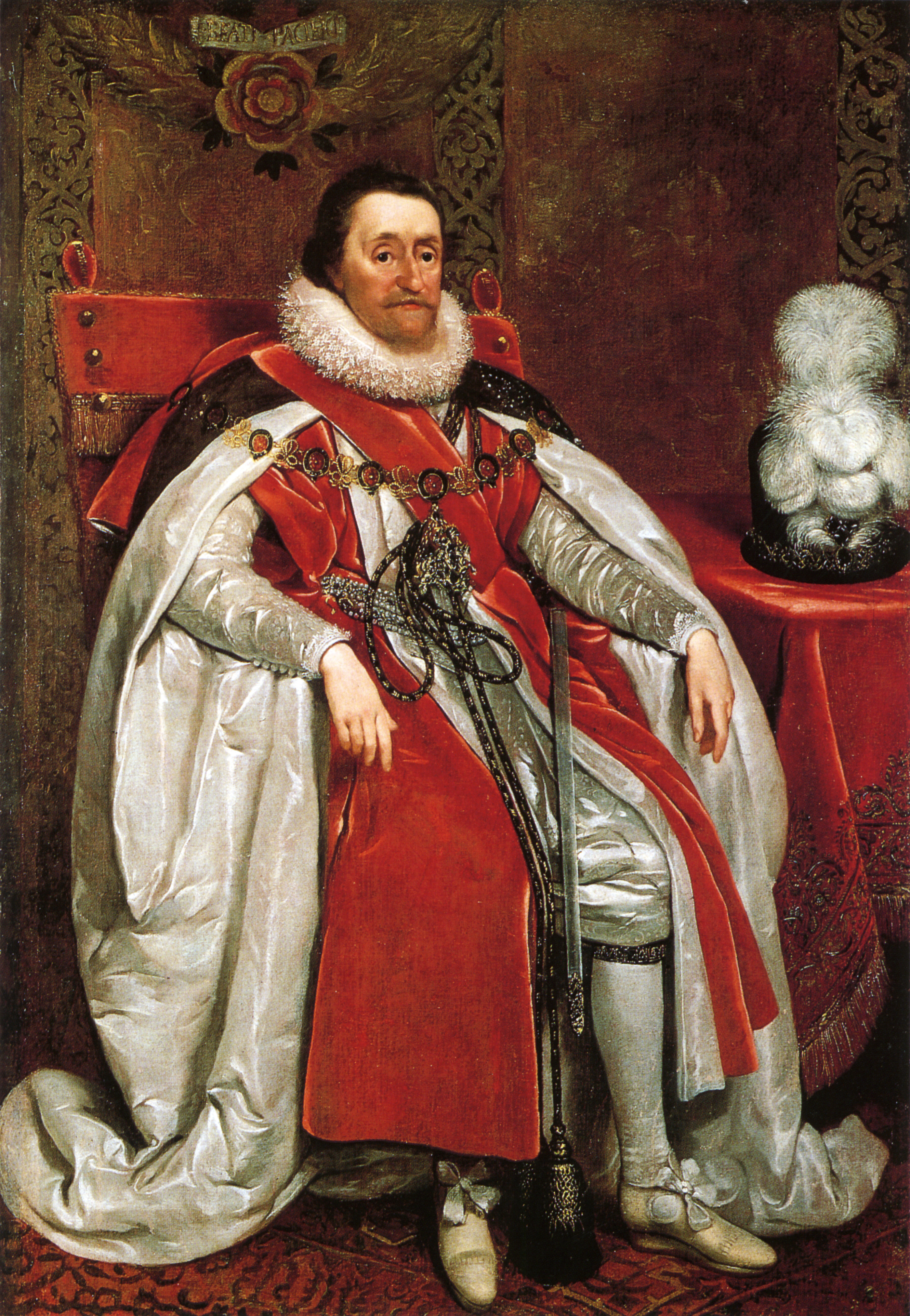
James I. von England, 1621 (National Portrait Gallery, London)
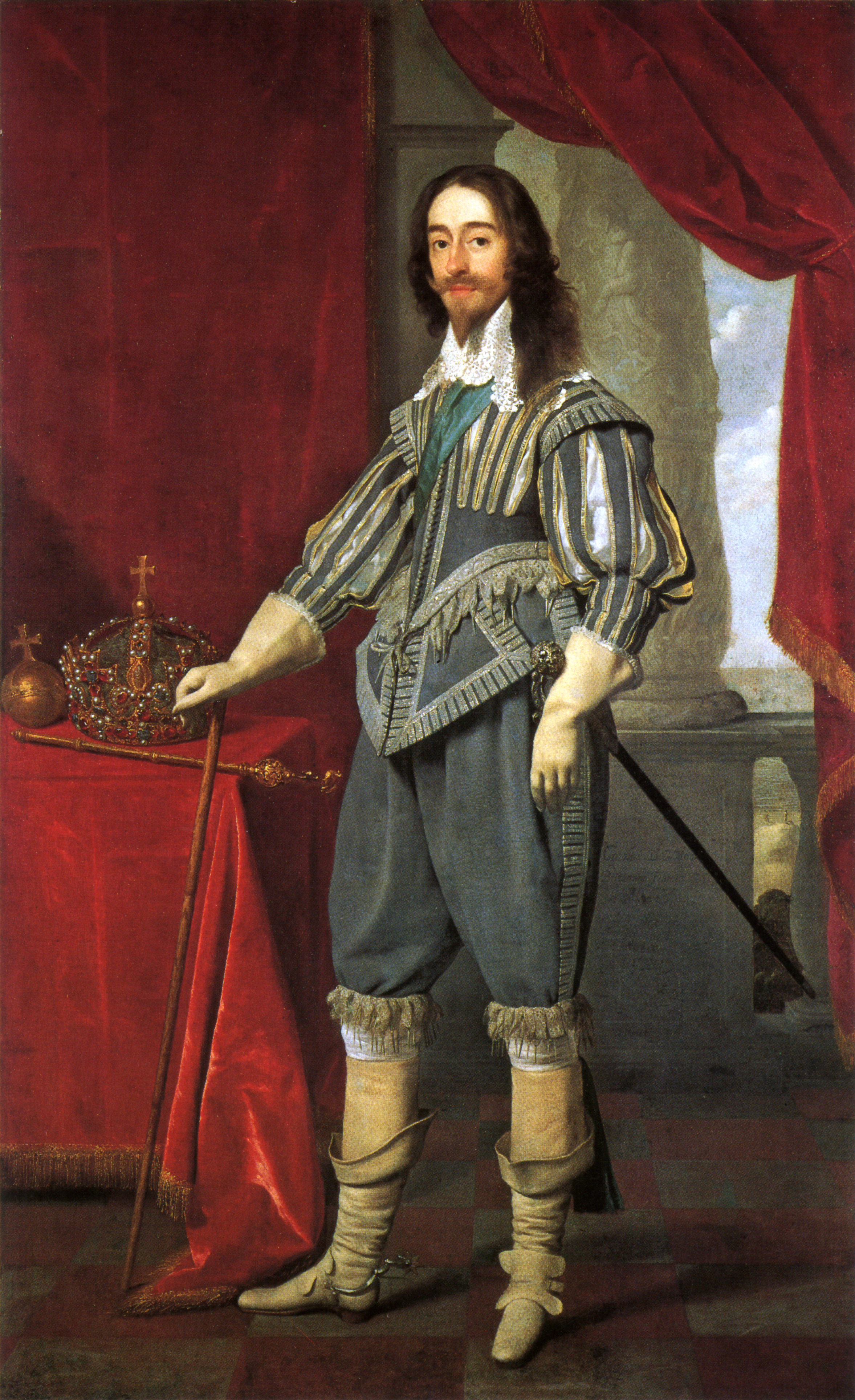
Charles I. von England, 1631 (National Portrait Gallery, London)